# Achatinella lorata
Achatinella lorata é uma espécie de gastrópode da família Achatinellidae.
É endémica de Oahu no Arquipélago do Havaí.